# Zum gegeißelten Heiland (Dürrnhaar)

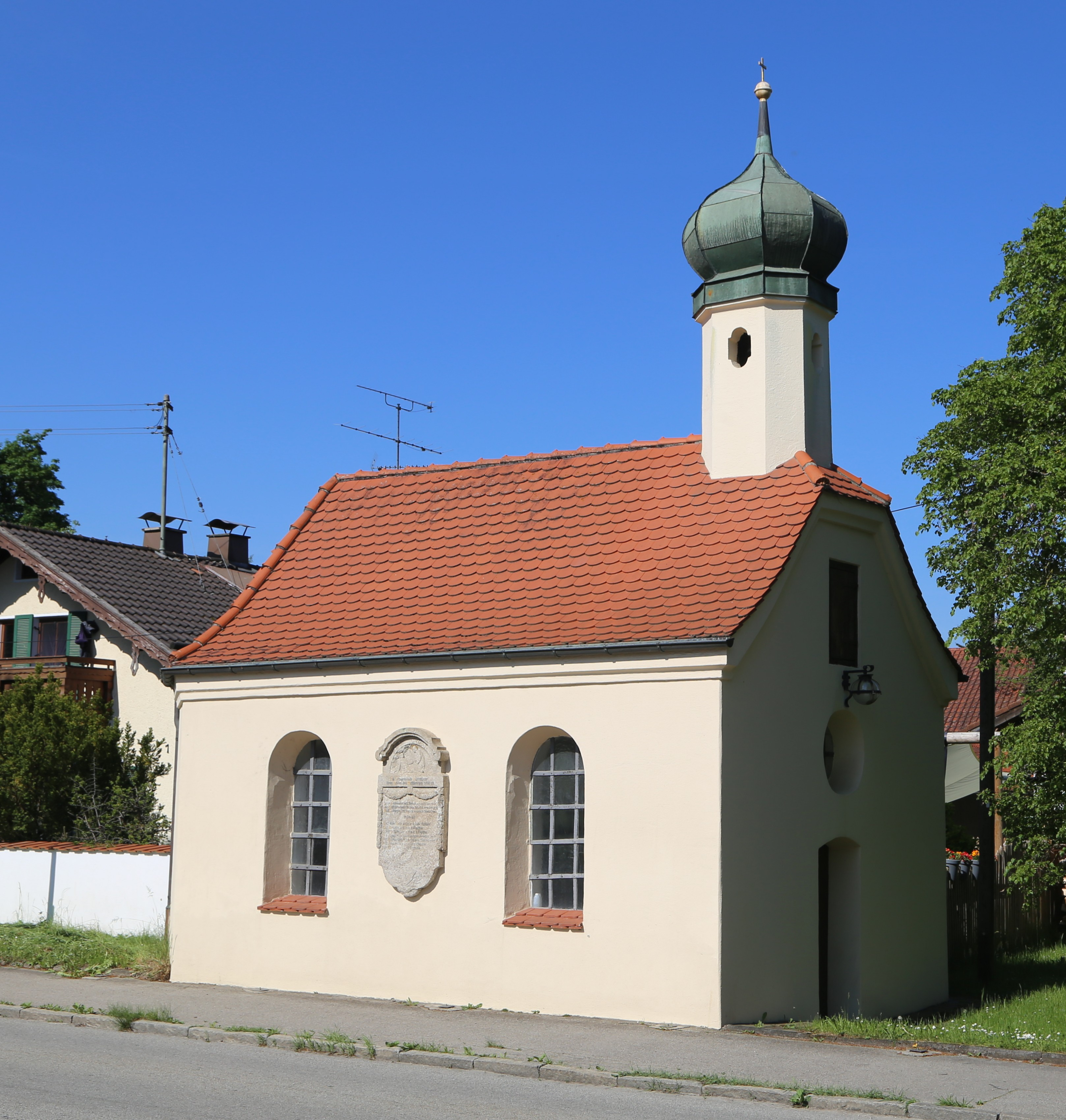
Kapelle Zum gegeißelten Heiland in Dürrnhaar

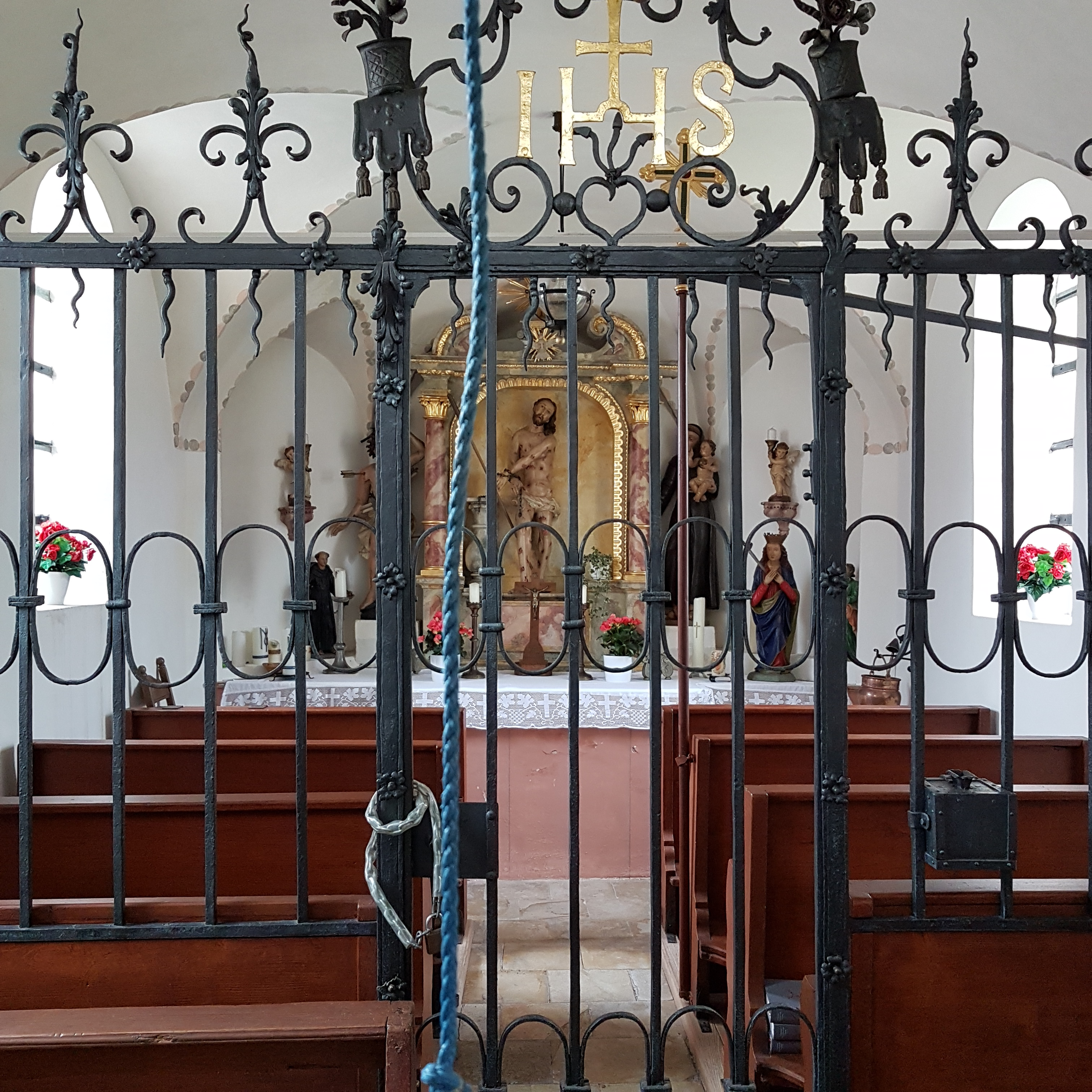
Innenansicht

Die katholische Kapelle Zum gegeißelten Heiland in Dürrnhaar, einem Gemeindeteil von Aying im Landkreis München, wurde 1746 errichtet. Die Kapelle an der Höhenkirchener Straße 3 ist ein geschütztes Baudenkmal. Sie wurde von Joseph Hecher, Lippenbauer in Dürrnhaar, errichtet.
Der kleine Putzbau mit polygonalem Chorschluss besitzt einen Dachreiter mit Zwiebelhaube. Der einschiffige Saalbau wird von einer flachen Stichkappentonne bedeckt.
Auf der gemauerten Mensa ist ein Altar aus der Erbauungszeit mit der Figur des Christus an der Geißelsäule, des heiligen Sebastian und des heiligen Antonius von Padua zu sehen.